# フェルナン・ウーブラドゥ
フェルナン・ウーブラドゥ（Fernand Oubradous, 1903年2月12日 - 1986年1月6日）は、フランスのファゴット奏者、指揮者。
正確にはドイツ式ファゴットとは異なるフランス式バソンを演奏した。

## 経歴
パリの生まれ。
パリ音楽院に入学し、パリ音楽院管弦楽団、パリ・オペラ座管弦楽団の首席ファゴット奏者を歴任。
1939年にはフェルナン・ウーブラドゥ室内管弦楽団を旗揚げし、古典音楽や現代音楽を積極的に紹介した。
1941年からは母校の室内楽科の教授を務め、ジャック・ランスロやピエール・ピエルロらを教えた。